# Jacek Flur
Stanisław Jacek Flur (ur. 13 listopada 1929 w Krośnie, zm. 27 października 2020 w Konstancinie-Jeziornie) – polski aktor teatralny, reżyser radiowy. Wyróżniony odznaką „Zasłużony Działacz Kultury”.
W latach:
- 1951–1952 student slawistyki na Uniwersytecie Warszawskim
- 1951–1952 lektor w Polskim Radiu Warszawa – m.in. „Muzyka i Aktualności”
- 1952–1956 studia na Państwowej Wyższej Szkole Teatralnej im. Leona Schillera w Łodzi – dyplom ukończenia (w czasie studiów stała współpraca za zezwoleniem rektora PWST z rozgłośnią „Polskie Radio” Łódź oraz Wytwórnią Filmów Oświatowych)

## Role teatralne
- 1956–1958 aktor – Państwowe Teatry Dramatyczne w Szczecinie

Role:
- Apollodor – Cezar i Kleopatra – G.B. Shaw, reż. Jan Maciejowski
- Motyliński – Klub Kawalerów – reż. Jan Maciejowski
- Kalidamat – Strachy – Plaut, reż. Aleksander Fogiel
- Spodek – Sen nocy letniej – reż. Zbigniew Kopalko
- Wilkosz – Uciekła mi przepióreczka – reż. Jan Maciejowski
- Czyściel – Chory z urojenia – reż. Aleksander Fogiel
- Diabeł – Pastorałka – reż. Ludwik Benoit

i inne.
W tym okresie inicjator i jeden z wykonawców kabaretu Biedronka w Klubie 13 Muz:
W latach:
- 1958–1959 aktor jedynego w Polsce teatru prywatnego Poznańska Komedia Muzyczna Zbigniewa Szczerbowskiego (Porwanie Sabinek – Emil) oraz Poznańskiego Teatru Satyry.
- 1959–1974 etatowy reżyser rozgłośni poznańskiej Polskie Radio (egzamin eksternistyczny – Reżyser Radia – 1961)

Reżyseria kilkudziesięciu słuchowisk oraz ponad 500 cotygodniowych kabarecików radiowych i inne programy artystyczne.
- 1960–1976 aktor – Teatr Polski w Poznaniu

Role:
- Faust (Uczeń, Walenty) – reż. Jerzy Grotowski
- Kuglarze (mgr Prot) – reż. Włodzisław Ziembiński
- Apelacja Villona (Anzelm z Tuluzy) – reż. Barbara Kilkowska
- Zazdrość i medycyna (Rubiński) – reż. Jerzy Hoffman
- Ziemia rozdarta (Konrad von Loslau) reż. Stefan Burczyk
- Don Juan (Leporello) – reż. Jan Maciejowski
- Jacuś (Ochsen) – reż. Jerzy Grzegorzewski
- Wesele (Nos) – reż. Roman Kordziński
- Marzyciele (Józef) – reż. Danuta Jagła
- Operetka (Proboszcz) – reż. Józef Gruda
- Poskromienie złośnicy (Bakalarz) – reż. Roman Kordziński
- Horsztyński (Garnosz Trombonista) – reż. Roman Kordziński

Równocześnie w latach 1962–1966 reżyser i wykonawca kabaretu „Magiel” przy Estradzie Poznańskiej:
Od roku 1976–1981 aktor – Teatr Muzyczny w Poznaniu:
Role:
- Romans z wodewilu (Radca Kłaczek Kłaczkowski) – reż. Halina Dzieduszycka
- Pani Prezesowa (Pinglet) – reż. Henryk Olszewski
- Kariera Nikodema Dyzmy (Prezydent) – reż. Wojciech Jesionka
- Polska Krew – reż. Józef Słotwiński
- Król Włóczęgów (Tabarie) – reż. Ryszard Ronczewski
- Fiołek z Montmartre – reż. Józef Słotwiński

Oraz kilkadziesiąt lat współpracy z TVP Poznań.

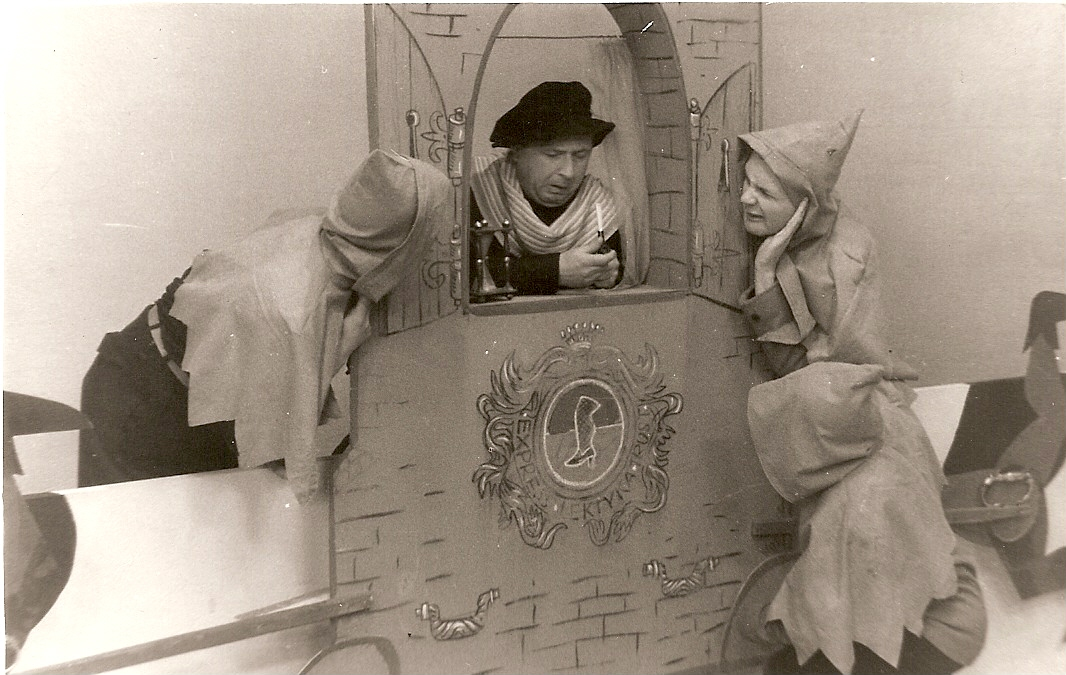
uczony

A także setki czytanych list dialogowych do filmów emitowanych z TVP Poznań.

## Filmografia
- 1972: Z tamtej strony tęczy
- 2007: serial Kryminalni − Lucjan Kozioł (odc. 74)